# La Crosse (Indiana)
La Crosse – miasto w Stanach Zjednoczonych, w stanie Indiana, w hrabstwie LaPorte.